# Josh Warrington
|  | Maskinoversættelse og/eller tvivlsomt indhold Denne sides indhold bærer præg af at være en maskinoversættelse og/eller meget dårligt og uklart formuleret. Det vurderes at sproget er så dårligt og eventuelt forkert eller til at misforstå, at det bør omskrives eller oversættes på ny. Du kan hjælpe med at oversætte til korrekt dansk i denne og lignende artikler. Hvis dette ikke sker inden for kort tid, kan en sletning komme på tale. Se evt. denne sides diskussionsside eller i artikelhistorikken. |

Josh Warrington (født 14. november 1990 i Leeds England) er en britisk professionel bokser, der har været indehaver af IBF fjervægttitlen siden maj 2018. Han har tidligere været indehaver af WBC International, Europæiske, Commonwealth, Britisk og engelske fjervægt-titlerne.
Warrington er rangeret som den bedste fjervægt i det Storbritannien, og den næstebedste i fjervægt i verden af BoxRec i december 2018.

## Dennis Ceylan
I August blev det meddelt, at Warrington skulle kæmp mod den ubesejrede EBU-europamester Dennis Ceylan (18-0-2) i en IBF vm-titel eliminator, til titlen indehavet af mesteren Lee Selby, ved det First Direct Arena i Leeds den 21 oktober, 2017.
Da han kommenterede på kampen sagde, Warrington: "At Selby ikke vil tage en kamp med mig, har gjort mig irriteret og endnu mere sulten for at producere en massiv præstation den 21. oktober."
Warrington besejrede Ceylan via teknisk knockout i 10. omgang efter at have slået Ceylan ned 2 gange i samme omgang.
Da han talte om Lee Selby, fortalte Warrington BT Sport i sit post-kamp interview: "Jeg ønsker at få Waliseren her op. Hvis vi kan gøre det på Elland Road, lad os gøre det. Jeg har ventet så længe og nu er jeg der."

## Hold
Warrington's promotor er Frank Warren fra Queensbury Promotions, og har tidligere været på kontrakt hos Eddie Hearn, fra Matchroom Boxing.
Han trænes af sin far, Sean O 'Hagan.
Hans manager er Steve Wood, fra VIP Boxing, der også er manager for tidligere WBO letvægts-verdensmester Terry Flanagan.

## Privatliv
Han er en tilhænger af det lokale sportshold Leeds United og Leeds Rhinos.